# Jelšovce
Jelšovce (Hongaars: Nyitraegerszeg) is een Slowaakse gemeente in de regio Nitra, en maakt deel uit van het district Nitra.
Jelšovce telt 1.007 inwoners.